# 埃塞和迈兹赖
埃塞和迈兹赖（法語：Essey-et-Maizerais，法語發音：[esɛ e mɛzʁɛ]）是法国默尔特-摩泽尔省的一个市镇，属于图勒区。

## 地理
埃塞和迈兹赖（48°55'9"N, 5°48'40"E）面积13.02 平方千米，位于法国大東部大區默尔特-摩泽尔省，该省份为法国东北部内陆省份，是洛林的一部分，北邻比利时、卢森堡，北起顺时针与摩泽尔省、下莱茵省、孚日省和默兹省接壤。
与埃塞和迈兹赖接壤的市镇（或旧市镇、城区）包括：厄沃赞、弗利雷、帕讷、圣博桑、拉艾维尔。

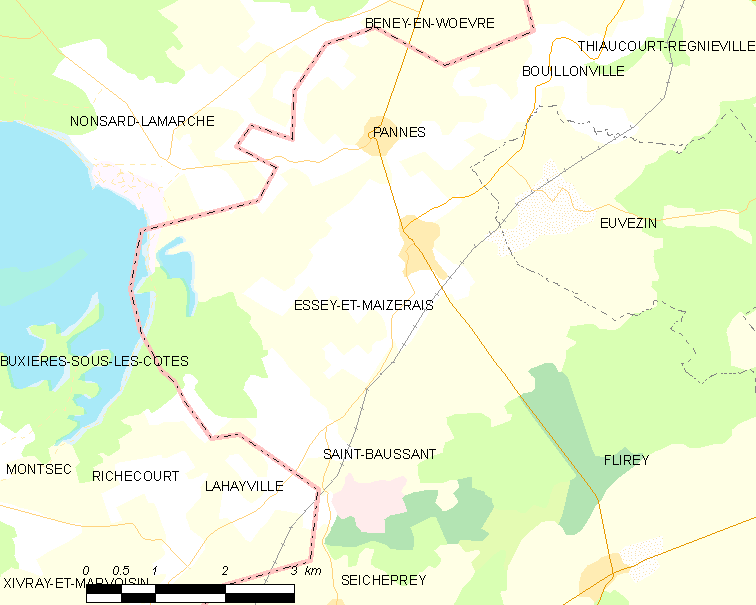
埃塞和迈兹赖的OSM定位图

埃塞和迈兹赖的时区为UTC+01:00、UTC+02:00（夏令时）。

## 行政
埃塞和迈兹赖的邮政编码为54470，INSEE市镇编码为54182。

## 政治
埃塞和迈兹赖所属的省级选区为北图卢瓦县。

## 人口

1962-2008年间埃塞和迈兹赖人口变化图示

埃塞和迈兹赖于2022年1月1日时的人口数量为328人。